# Triphosa tarachodes
Triphosa tarachodes är en fjärilsart som beskrevs av Louis Beethoven Prout 1941. Triphosa tarachodes ingår i släktet Triphosa och familjen mätare. Inga underarter finns listade i Catalogue of Life.